# Меншиков Олександр Данилович
Алекса́ндр Дани́лович Ме́ншиков (рос. Александр Данилович Меншиков; 6 (16) листопада 1673 — 12 (23) листопада 1729) — московський державний і військовий діяч, військовий злочинець, генерал-фельдмаршал (1709), генералісимус (1727). Фаворит московського царя Петра І. Перший голова Санкт-Петербурзької губернії (1703—1724, 1725—1727) і Військової колегії (1719—1724, 1726—1727). Народився у Москві. Став довіреною особою Петра I, хоча не мав ні шляхетного походження, ні освіти. Брав участь в Азовських походах (1695—1696) і Великому посольстві (1697—1698). Особливо відзначився у Великій Північній війні (1700—1721): звів фортеці у Санкт-Петербурзі, Кронштадті, Києві; командував московськими військами у Речі Посполитій; переміг шведів під Калішем (1706) і Лісною (1708); придушив антимосковське повстання Івана Мазепи, вирізавши Батурин (1708); командував лівим крилом москвинів у Полтавській битві (1709), розбив противника при Переволочній, знищив Чортомлицьку Січ. Був царським намісником під час Прутського походу царя (1711). Познайомив царя з його майбутньою дружиною, на той час — своєю наложницею, Катериною Скавронською (Катерина І). Отримав чимало різних звань, зокрема титул ясновельможного князя Іжорського (1707). Кавалер ордену Андрія Первозваного та багатьох інших. Володів величезними маєтностями, був власником міст Полонне, Батурин, Почеп, Ямпіль тощо. Звів у російській столиці Меншиковський палац (1711). Здобув славу хабарника і найбільшого розкрадача державної казни, за що постійно перебував під слідством (з 1714). Після смерті Петра І допоміг його дружині Катерині І зійти на трон, за часів царювання якої (1725—1727) став фактичним правителем Російської імперії. Очолив новостворену Верховну таємну раду (1726). Намагався зберегти своє становище регента в часи Петра II, але через інтриги заарештований і засланий із сім'єю на Сибір, до села Берьозов. Все його майно конфіскували. Одружений із царською придворною Анною Михайлівною Арсеньєвою, від якої мав 7 дітей. Помер у Берьозові, де й був похований. Могила не збереглася.

## Біографія

### Молоді роки
Народився у Москві в родині конюха. В Записній книзі Стрілецького наказу за 1689-90 роки, який зберігається у фондах Володимиро-Суздальського музею-заповіднику, є запис від 13 листопада 1689 року: «Словестное челобитие потешного конюха Данилы Меншикова Новодевичьего монастыря на оброчного крестьянина Кирюшку Иванова в битье племянника ево Данилова мещанина Калинки Павлова». Очевидно, що мова йде про батька Меншикова і говорить про те, що він був людиною «породи найнижчої».
Микола Костомаров писав, що сам Меншиков торгував на вулиці пиріжками, де його помітив Лефорт і взяв до себе в прислугу. Згідно зі свідченнями сучасників, Меншиков запам'ятався ще й тим, що віртуозно крав і не менш віртуозно виправдовувався.
Численні джерела стверджують, що Меншиков до останніх днів своїх був неписьменний. За твердженням історика М. І. Павленка неграмотність «ясновельможного» очевидна: «Серед десятків тисяч листів, що збереглися в родинному архіві Меншикова, не виявлено жодного документа, написаного рукою князя... всі до єдиного були написані канцеляристами».
З 1686 — денщик Петра І, згодом — один з найближчих радників царя. В 1703 призначений губернатором Інгерманландії, пізніше — Санкт-Петербурзької губернії. Керував будівництвом Петербурга і Кронштадту, на спорудженні яких працювали тисячі українських селян і козаків (з них бл. 80 000 загинуло).

### Велика Північна війна
Під час Північної війни 1700-1721 командував великими з'єднаннями московської армії. Проявив себе як один з талановитих воєначальників, став генерал-фельдмаршалом (1709).
Займався будівництвом металургійних заводів, а також фортець у Санкт-Петербурзі, Кронштадті, біля Києво-Печерської лаври (див. також Київська фортеця); питаннями буд-ва флоту, поставками для армії, формував війська на Україні.
Брав участь в облозі Нотебурга (нині місто Шліссельбург, Ленінгр. обл., РФ), був його комендантом.
У 1704–1706 роках командував московськими військами, які діяли в Речі Посполитій.
Переміг шведів під Калішем (1706;) та при Лісній (1708).
У листопаді 1708 зруйнував Батурин, з особливою жорстокістю винищивши його жителів через підтримку гетьмана Івана Мазепи. В Полтавській битві 1709 Меншиков, командуючи лівим флангом московської армії, розбив корпус генерала Карла Густава Роса. Отримав величезні земельні володіння в Україні.
Діяльність Меншикова на українських землях супроводжувалась безжалісним визискуванням місцевого населення та закріпаченням козаків у його особистих володіннях.
У 1709—1713 командував московськими військами у Польщі, Курляндії, Померанії і Гольдштайні.
У 1718—1724 і 1726—1727 — президент Воєнної колегії.

### Після смерті Петра І
Після смерті Петра І, при підтримці гвардії, 28 січня 1725 посадив на трон Катерину І.
Став одним з ініціаторів ліквідації Малоросійської колегії і обрання гетьманом Данила Апостола.
За правління Петра II, Меншикова було звинувачено в державній зраді, усунено від влади і заслано разом з сім'єю в Раненбург, а в 1728 — у Березово (тепер Тюменська область).

## Сім'я
- Його наложницею була майбутня дружина Петра І Марта Скавронська, донька лівонського селянина Самуеля Скавронського, вдова шведського драгуна Йоганна Крузе.[6]

## Оцінки
Військовий злочинець, який учинив криваву різанину в українській гетьманській столиці — Батурині.

### Монографії
- Беспятых Ю. Н. Александр Данилович Меншиков: Мифы и реальность. Санкт-Петербург: Историческая иллюстрация, 2005.
- Калязина Н. В. и др. Александр Меншиков — строитель России. Санкт-Петербург.: Лики России, 2005.
- Павленко, Н. И. Александр Данилович Меншиков. Москва: Наука, 1983.
- Павленко Н. И. Меншиков: Полудержавный властелин. 2-е изд. Москва: Молодая гвардия, 2005.

### Довідники
- Мицик, Ю. А. Меншиков Олександр Данилович [Архівовано 13 квітня 2016 у Wayback Machine.] // Енциклопедія історії України. Київ, 2009, Т. 6, С. 617.